# Sardagna
Sardagna is een plaats (frazione) in de Italiaanse gemeente Trento.